# Dominique Villars
Dominique Villars o Villar (Villar, 14 de novembre del 1745 – Estrasburg, 26 de juny del 1814) va ser un botànic francès.

## Biografia
Nasqué a Villard, un llogarret del municipi de Le Noyer, als Alts Alps, i fou allí on descobrí la botànica mentre vigilava el bestiar. Quan quedà orfe de pare, sa mare l'envià a Gap, perquè aprengués dret. En comptes d'això, descobrí el tractat de Loys Guyon (?-1630) Miroir de la beauté et de la santé corporelle i, poc després, feu amistat amb un metge que li prestà altres obres de medicina, incloent-hi dues de Pierandrea Mattioli (1501-1577).
El 1766, conegué l'abbé Dominique Chaix (1730-1799), botànic aficionat que el formà en aquest camp i el feu descobrir l'obra de Linneu. A finals dels anys 1760, decidí estudiar medicina a Grenoble, on causà tan bona impressió a l'intendent provincial que l'atorgà una beca. Entre 1775 i 1776 participà en l'expedició geològica que dirigí Étienne Guettard (1715-1786) per l'àrea del Delfinat. A l'any següent, Guéttard cridà Villars a Paris perquè conegués els grans científics de la seva època, com els botànics Bernard de Jussieu (1699-1777), Antoine-Laurent de Jussieu (1748-1836), Edmé-Louis Daubenton (1732-1786), Joseph Pitton de Tournefort (1656-1708), Sébastien Vaillant (1669-1722) i André Thouin (1746-1824), així com els metges Antoine Portal (1742-1832) i Félix Vicq d'Azir (1748-1794).
Es doctorà a Valença el 1778 i li fou oferta la direcció del jardí botànic i una càtedra a l'hospital civil i militar de Grenoble, amb un sou força confortable. A partir d'aquell moment, Villars consagrà el temps a les seves dues grans passions, la botànica (herboritzà la regió) i la medicina (salvà Jean-Baptiste Bernadotte (1763-1844), futur rei Carles XIV Joan de Suècia, que intentà debades de fer-lo el seu metge personal). La Revolució Francesa causà que hagués de deixar la seva feina a Grenoble. Obtingué la càtedra de botànica de l'escola de medicina d'Estrasburg el 1805, d'on n'acabaria esdevenint el degà. Morí en aquesta ciutat als seixanta-nou anys.

## L'obra
Villars és recordat sobretot per la Histoire des plantes du Dauphiné, que aparegué de 1786 a 1789. S'hi descriuen més de 2.700 espècies vegetals, el fruit de més de vint anys d'observacions.
Els seus manuscrits i l'herbari que aplegà es conserven al Muséum d'histoire naturelle de Grenoble. En botànica se'l cita com a autoritat taxonòmica amb l'abreviatura Vill.